# 南洋馬蹄花
南洋馬蹄花（学名： Tabernaemontana pandacaqui；達悟語：Kavovoyaw），又名山馬茶、南洋山馬茶，为夾竹桃科馬蹄花屬下的一个种。

## 扩展阅读
- 維基物種上的相關：蘭嶼馬蹄花